# Fleet Finch

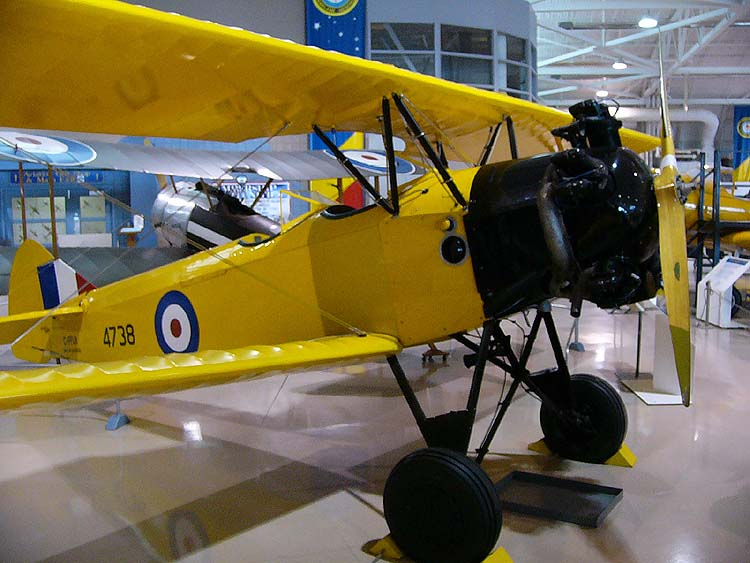
Fleet 16B Finch thuộc Bảo tàng Di sản Máy bay chiến đấu Canada Hamilton, Ontario

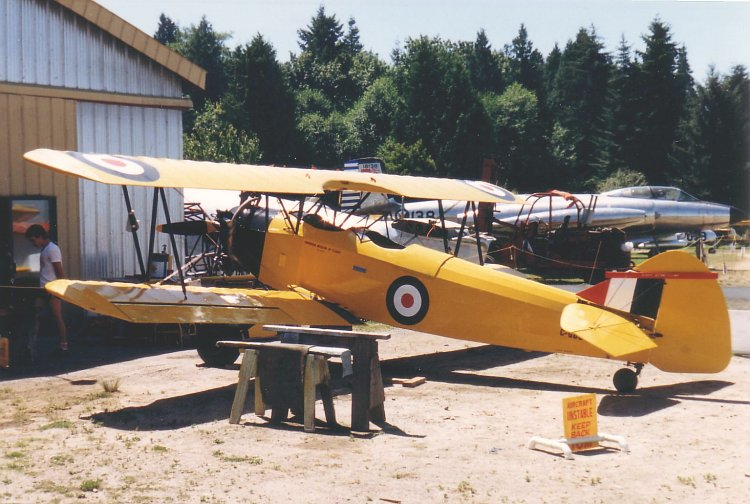
Fleet 16B Finch tại bảo tàng các chuyến bay Canada tại South Surrey BC, tháng 7 năm 1988

Fleet Finch (Fleet Model 16) là loại máy bay huấn luyện hai tầng cánh do hãng Fleet Aircraft ở Fort Erie, Ontario chế tạo.

## Biến thể
- Model 10
- Model 10A
- Model 10B
- Model 10D
- Model 10E
- Model 10F
- Model
- Model 10H
- Model 16F:
- Model 16R (Finch I):
- Model 16B (Finch II):
- Model 16D :

## Quốc gia sử dụng
- Canada
  - Không quân Hoàng gia Canada
- Bồ Đào Nha
  - Hải quân Bồ Đào Nha
- România
  - Không quân Romani
- Đài Loan
  - Không quân Đài Loan

## Tính năng kỹ chiến thuật (Finch II)
Dữ liệu lấy từ Page and Cumming 1990, p. 72.
Đặc điểm tổng quát
- Kíp lái: 2
- Chiều dài: 21 ft 8 in (6.64 m)
- Sải cánh: 28 ft 0 in (8.53 m)
- Chiều cao: 7 ft 9 in (2.36 m)
- Diện tích cánh: 194.4 ft2 (18.05 m2)
- Trọng lượng rỗng: 1,222 lb (509 kg)
- Trọng lượng có tải: 2,000 lb (908 kg)
- Động cơ: 1 × Kinner B-5, 125 hp ( kW)

Hiệu suất bay
- Vận tốc cực đại: 104 mph (167 km/h)
- Vận tốc hành trình: 85 mph (137 km/h)
- Tầm bay: 300 dặm (483 km)
- Trần bay: 10,500 ft (3,200 m)
- Vận tốc lên cao: 435 ft/min (2 m/s)